# Резерват природе Кладско тресетиште
Кладско тресетиште је национални резерват природе у заштићеном подручју Славковска шума у Чешкој. Подељен је на пет делова који се називају Тајга (близу Кладскг рибника , површина 133 ха), Патерак (93 ха), Лисина (43 ха), Хуси лес (15 ха) и Мале рашелиниште (7 ха).

## Оснивање и заштита
Према дефиницији коју је прихватио међународно удржење IUCN (International Union for Conservation of Nature) као највећа мрежа сарадника и међународно најуваженији ауторитет на подручју заштите природе, заштићено подручје је копнено и/или морско подручје посебно намењено заштити и одржавању биолошке разноликости као и подручје природних и сродних културних богатстава, којима се управља законским или каквим другим неоходним средствима.
Ова дефиниција заштићеног подручја пренесена је и у Закон о заштити природе Чешке Републике према коме је заштићено подручје географски јасно одређен простор који је намењен заштити природе и којим се управља ради дугорочног очувања природе и пратећих услуга еколошког система.
У складу са напред изнетим створени су услови за заштиту овог подручја, које је као резерват природе проглашено 1933. године због типичних  мочварних предела са  мочварним растињем попут мочварног бора и боровог тресета. Повремено се на овом подручју појављује карпатска бреза и јоха и  ретке росике.
На овом подручју бораве и ретке врсте птице попут црне роде,  патке глуваре, тетреб, мале сове и водомара.
Током 2005. године, налазиште Кладско тресетиште увршћено је на националну листу локација од европског значаја Владином уредбом бр. 132/2005.  Овом уредбом утврђена је национална листа локација од европског значаја.
Шумовите мочваре Славковковског тресетишта су 2012. године уврштене на листу мочвара од међународног значаја (извори РС 14 воде и мочваре  подручја Славковске шуме (3.202 ха).
Током 2013. године подручје је поново проглашено заштићеном зоном у настојању да се јасно дефинишу границе заштићеног подручја.

## Мисија
Мисија заштићеног пејзажног подручје Резервата природе Кладско тресетиште као парк природе и подручја са добро очуваним природним вредностима и претежно очуваним природним екосистемима и живописним пејзажима, је очување укупне геолошке, биолошке и пејзажне разноврсности, која треба да допринесе задовољењу научних, образовних, духовних, естетских, културних, туристичких, здравствено-рекреативних потреба и осталих делатности усклађених са традиционалним начином живота и начелима одрживог развоја.

## Положај
Национални резерват природе налази се у Карловарском крају у Чешкој. Чини га пет одвојених шумских подручја у Славковској шуми која се налазе у различитим катастарским подручјима:
- Тајга (Маријанске Лазње, Прамени), катастарско подручје Маријанске Лазне, Извори, површина 133, 39 ха, 797–836 м надморске висине
- Патерак (Лазне Кинжварт , Прамени , Вранов), катастарско подручје Лазне Кинжварт, Извори, Вранов у Ровне , површина 93,30 ха, надморска висина 816–836 м ( висине ниво Тајге).
- Лисина ( Лазне Кинжварт ), катастарска област Лазне Кинжварт, површина 42,90 ха, надморска висина 922–955 м
- Хуси лес ( Маријанске Лазње ), катастарско подручје Марианске Лазне, површина 14,93 ха, надморска висина 800–810 м.
- Мало тресетиште ( Прамени), катастарско подручје Извори, површина 7,11 ха, надморска висина 823–827 м

Тресетиште се налази између 798 и 953 метра надморске висине. Укупна површина заштићеног подручја је 305,6484 ха.
| Основне информације | Основне информације         |
| ------------------- | --------------------------- |
| Заштита од:         | 1933.                       |
| Надморска висина    | 798 - 953 метара            |
| Површина            | 305,65 ха                   |
| Положај             |                             |
| Стање               | Чешка                       |
| Округ (крај)        | Хеб, Соколов                |
| Локација            | Соколов, округ Хеб          |
| Координате          | 50° 1′34″ Н , 12° 40′16″ ЈИ |
| Кладско тресетиште  |                             |
| Више информација    |                             |
| Код                 | 166                         |

## Историја
Кроз историју овим подручјем управљало се на конзервативан начин У 19. веку првобитни генски базен смрче је „разблажен“ другим садним материјалом, али оригиналност муљевитих станишта сматра се евидентном. Међутим, његовом расту од давнина прети одводњавање. Дренажни канали, који су изграђени експлозивним минирањем, постали су заиста озбиљна претња крајем 1950-тих на крају и постојања опсежне сече стабала у Славковској шуми. Њихов дренажни ефекат негативно је утицао на природно обнављање блата и проузроковао његов делимични губитак. И зато су се подручја са доминацијом смрче ширила даље у односу на првобитностање. Значајно насељавање дивљачи такође је имало велики негативан ефекат на подмлађивање и смањену плодност белог бора с обзиром на његову већ прилично велику старост, која представља озбиљну претњу.
У последње време наставља се утицај горе поменутих фактора. Бране на одводним каналима изграђене су да задржавају воду, али стање још увек није у потпуности задовољавајуће у свим деловима резервата природе. Пад залиха дивљачи у целој Чешкој у последње време је повољан. Захваљујући строгој заштити подручја,   постоје минимални људски поремећаји и резерват постаје важан простор, у коме је концентрисан подмладак, посебно током парења и полагања младунаца.
У делу Тајга, међутим, овај фактор је слабије израђен, јер постоји често посећивана едукативна стаза Кладска и дворац Кладска. Узнемиравање дивљачи у делу Тајге би би ипак повољан феномен, изузеће су ловачке активности. До сада у Тајга није прекорачено са експерименталним радовима на вештачкој рестаурацији, заштити и подмлађивању блата оградом.
Национални резерват природе Кладско тресетиште проглашен је 1933. године Уредбом бр. 143.547 / 33 Министарства просвете и националне просвете, са пет делова тресетишта (познатих и под називом Glatzfilz, Birkfilz, Zangfilz, Gansenwaldfilz и Schachtwiesfilz).

## Природни услови

### Геологија
Подземље Тајга, Хуси лес и Мало тресетиште састоји се од средње зрнастог до грубозрнатог гранита мусковита, док је крушногорски гранит типа Кладска. Док се Лисински парк састоји од литијум-топазног крупнозрног гранита, а крушногорско подручје се сатоје од  гранита типа Јелени. Међу стенама има много графитних шкриљаца и рожнаца, контактних рожнаца, амфиболита и кварцита .
- Геолошки састав тресетишта
- Гранит
- Рожнац
- Кварцит
- Амфиболит
- Графитни шкриљац

Територија резервата је покривена типичним органосомским наслагама (угљена) обложеним на ивицама органским лепковима (или сортом тресета типичног за угљен).
У близини тресетних мочвара на падинама су се формирале развојне фазе тла, од јако киселог дистричног камбија до камбиземског (хумусног) подзола, понекад типичног криптоподзола.
Кладско тресетиште и  њен до Тајга важан су локалитет у чешко-баварском геопарку .

### Флора
ресетиште, које је настало пре више од 10.000 година, формира планински тип са максимално постигнутом дебљином тресета од 6 метара.  Тресетишта су екстремно окружење за биљке. То су врло кисели екосистеми, па су тресетна тла и воде веома сиромашне азотом и фосфором . Из тог разлога су неке биљке развиле механизам за различито добијање ових супстанци, например неки облик месождерства . На  Кладском тресетишта обилно расту од најпознатијих врста месоједих или инсективорних  биљака:
- Округлолисна росуља (лат. Drosera rotundifolia),  врста росуља која насељава мочваре и тресетишта. Као најраспрострањенија росуља, има циркумбореално распрострањење и насељава целу северну Европу и Сибир.[6][7]
- Обична масница (лат. Pinguicula vulgaris) вишегодишња инсективорна биљка из породице мешинки. Расте до висине од 3 до 16 cm, и има љубичаст (понекад и бео) цвет дужине 15 mm, понекад и дужи, и облика левка. Ова масница насељава влажна станишта, као што су тресетишта и мочваре, најчешће на ниским надморским висинама.[8][9][10][11]

На Лизини и Тајги постоје делимично откривена брдска подручја са воденим површинама (фларкови). Од типичних биљака које доминирају зељастим слојем, на Тајги је велики број грмља - међу којима доминирају:
- Плава боровница,[12] црнозрна боровница[13] или млајевка[14] (Vaccinium uliginosum) листопадна жбунаста биљка из породице вресова (Ericaceae).
- Боровница или црна боровница, боровинка, боровњача, црна јагода, брусница и мрча[15] је жбунаста биљка из породице вресова (Ericaceae). Научни назив је изведен од латинских речи bacca = бобица и myrtus (деминутив myrtillus) по сличности листова са биљком миртом.
- Брусница (боровка, црвена боровница, брашњача, европска брусница (лат. Vaccinium vitis-idaea) биљка је из рода боровница. Ендемична је сјеверним подручјима Европе. Постоји и неколико култивираних одлика — сорте Koralle, Erntedank, Erntekrone, Erzgebirgsperle, Red Pearl, Red Sunset, Sussi, Sanna, Linnea, Ida, Balsgard и Magenta. Како је урод мањи него онај од сората америчке бруснице, узгој није раширен попут споменутих.

- Жбунасте биљке тресетишта
- Округлолисна росуља
- Црна боровница
- Брусница

Мање заступљене врсте су:
- Планински рузмарин  (Andromeda polifolia),
- Црни емпетрум (Empetrum nigrum)

Релативно ретка врсте у облику и малих ситних жбунова је: 
- Мала брусница или мочварна брусница (Oxyxoccus palustris), врста је бруснице из породице вресова (Ericaceae). Расте на подручјима умерено хладне климе северне хемисфере, укључујужи северне делове Европе.[16] Ово је релативно ретка врста,   чији упечатљиви плодови имају веома висок садржај витамина Ц.

На подручју Тајге налазе се две врсте памука трава: 
- Вагинално паперје (Eriopborum vaginatum)
- Теснолистна пушица (Eriophorum angustifolium)

У појединим деловима тресетних од смрча расте: 
- Прстенаста дактилориза (Dactylorhiza longebracteata).
- Европска седмобоја (Trientalis europea)
- Длакави штап (Calamagrostis villosa)

Известан број ретких маховина и лишајева такође расте у Националном парку Кладско тресетиште. У најређе врсте маховина спадају оне из рода (Splachnum sp.) . Ове биљке су еколошки врло захтевне - расту само у измету јелена који се задржавају унутар мочваре.
У тресетним деловима мочваре расту:  
- Бела маховина (Sphagnum magellanicum), род маховине са триста врста које чине независну породицу.[17] Класа такође укључује фосилни ред  Protosphagnales, чији је једини представник Protosphagnum nervatum.
- S. rubellum ,
- Маховина (Sphagnum russowii).

О чистоћи локалног ваздуха сведочи појава ретких, до 30 цм дугих лишајева који расту на кори старих бреза: 
- Провазовка (Usnea filipendula),
- Брионија  (Bryonia fusescens),  сложен организам изграђени од два члана, алге и гљиве, здружених у мутуалистичку симбиотску заједницу. Главни део, од кога зависи облик и изглед лишаја и који количински преовлађује, јесте гљива. Хифе гљива су тако густо испреплетане да граде лажно ткиво, плектенхим.[18]

Подручје нетакнуте резервата у области Тајге укључује четири  блата, која укључују и комплекс подводних смрека. На већини подручја мочвара је прекривена:
- Блатњави бор (Pino rotundatae – Spragnetum)
- Pinus rotundata ,
- Pinus Xpseudopumilio ,
- Бреза   (Betula carpatica),  из рода дрвенастих биљака из породице Betulaceae. Обухвата око 40 врста дрвећа и жбуња, од којих се 11 налази на Црвеној листи Међународне уније за заштиту природе (енгл International Union for Conservation of Nature (IUCN)) као угрожене врсте. Осим рода бреза породица Betulaceae обухвата и лешнике (род Corylus), јове (род Alnus) и грабове (родови Carpinus и Ostrya)
- Црна јова (Alnus glutinosa),  врста листопадног дрвећа из фамилије бреза (Betulaceae), која  насељава већи део Европе, југозападну Азију и северни део Африке. Расте на влажним стаништима, најчешће чинећи рипаријски појас око текућих вода или градећи мочваре. Симбиотски однос корена са бактеријом Frankia alni омогућава јој раст на земљишту лошег квалитета.

- Јова, бреза и бор из састава флоре тресетишта
- Црна јова
- Бреза
- Pinus rotundata

Остатак простора је покривено са квалитетном (Mastigobryo – Piceetum) и тресетом смрче  (Sphagno – Piceetum)  са природним циклусима обнављања уз учешће поткорњака. 

### Фауна
део Патерак НПР Кладске рашелини
На подручју тресетних мочвара Кладске постоји много различитих врста животиња. Неке ретке врсте бескичмењака повезане са биљкама тресетишта специјализовале су се за животну средину тресетишта . Простране и неприступачне шумске шуме Кладске рашелин такође су дом бројних кичмењака који траже скривени начин живота.
Од уобичајених врста дивљачи најчешће су:
- Европски јелен (Cervus elaphus),
- Срна (Capreolus capreolus),  шумска животиња, која је распрострањена на подручју Средње Европе и Азије. Присутна је на подручју од Ладошког језера према Црном мору, где јој ареал заобилази степе и скреће према Балкану.
- Јелен (Cervus nippon), познат и као пегави јелен или јапански јелен, врста је јелена пореклом из већег дела источне Азије и представљена у другим деловима света. Раније пронађена од северног Вијетнама на југу до руског Далеког истока на северу
- Divlja svinja (Sus scrofa), је врста из рода свиња (Sus). Дивље свиње су блиски рођаци домаћих свиња (Sus scrofa domestica), а живе у чопорима, углавном око влажних шума. То је крупна дивљач која је често плен ловаца због своје бројности. За ту бројност је заслужан велики број младих у леглу и недостатак природних непријатеља. Иако по природи нису агресивне, дивље свиње могу бити опасне јер имају велике кљове и јако су брзе.
- Риђа лисица (Vulpes vulpes), је најпознатија од свих врста лисица. Такође је најраспрострањенија не само врста лисица, већ и од свих осталих копнених месоједа. Као што име говори, њено крзно је најчешће риђо-браон боје. Постоји око 40 подврста.
- Обична веверица (Sciurus vulgaris),  је врста арбореалних веверица из рода Sciurus. Европске веверице су сваштоједи, глодари који живе на простору скоро целе Евроазије. Међутим, у Британији број ових веверица је драстично опао услед увођења источне сиве веверице из Северне Америке.
- Carabus sylvestris,  врста црне или смеђе обојене морске бубе из породици Carabidae  која се може наћи у Аустрији, Чешкој, Мађарској, Италији, Лихтенштајну, Пољској, Румунији, Словачкој, Словенији, Украјини и Холандији.
- Carabus auronitens,  врста буба из породици Carabidae коју је описао Џон Кристијан Фабрицијус  1792. године.
- Рис (Lynx lynx) је врста која се настанила у забитим областим Кладског тресетишта од 1996. године

Поред њих овде живи низ ретких животиња, кичмењака и бескичмењака. Међу најређим и истовремено најуочљивијим бескичмењацима тресетних мочвара у Кладскеу налазе се два представника лептира:
- Colias palaeno
- Boloria aquilonaris,  врста лептир из породице Nymphalidae. Налази се у северној и централној Европи.

- Неки од лептира тресетишта
- Colias palaeno
- Boloria aquilonaris

Од водоземаца и гмизаваца заступљени су само:
- Ливадска жаба (Rana temporaria)  или жаба травњача је распрострањена у скоро целој Европи, од арктичког поларног круга до Урала, изузев Иберијског полуострва, јужне Италије и јужног Балкана. Одрасле мрке жабе су дугачке између 6 и 9 центиметара. Боја њихових леђа и бокова варира и може бити зелена, браон, сива или жута.
- Планински мрмољак (Ichthyosaura alpestris),водоземац из реда репатих водоземаца (Caudata).
- Шарка (Vipera berus), је змија отровница из рода Vipera, врло распрострањена у свету. Отров убризгава уједом, кроз жлеб отровног зуба. Отров споро делује и није нарочито снажан, али може да усмрти и човека.

У локалним тресетним мочварама живе и последњи примерци ових кокоши: 
- Гуштери и змије тресетишта
- Планински мрмољак
- Шарка

- Велики тетреб (Tetrao urogallus),  врста  шумске птице која припада реду кокоши. Научни назив ове врсте је састављен из двеју речи. Име рода Tetrao води порекло од старогрчкe речи tetraon што значи птица за лов, док је назив врсте urogallus сложеница старогрчкe речи oura што значи реп и латинске речи gallus што значи кокош
- Тетреб (Tetrao tetrix).
- Тропрсти детлић (Picoides triadactylus) ретка је птица  која је везана само за алпске смреке са великим бројем мртвих стабала.

- Кокоши тресетишта
- Велики тетреб
- Тетреб
- Тропрсти детлић

Недавно истраживање Славковских шума показало је да је и даље релативно чести становници локалних шума: 
- ала сова (Glaucidium passerinum), отприлике величине чворка.  Ова птица  која се зове и врапчарка или мали ћук, припада реду сова (Strigiformes), породици правих сова (Strigidae). Ова врста је најмања европска сова, која је једва нешто већа од чворка. Врапчарка је смеђег перја с белим тачкицама. Гнезди се у напуштеним дупљама детлића, а храни малим птицама и глодарима које лови претежно у сумрак [19]. Мала сова је на листи строго заштићених врста птица.
- Црна рода  (Ciconia nigra)  је верни становник тресетних мочвара Кладског тресетишта и  Славковске шуме . То је стидљива птица која се потајно гнезди у шуми, а зими  лети у Централну и Јужну Африку .

- Честе и потајне птице тресетишта
- Мала сова
- Црна рода
- Водомар

У Кладском тресетишти се редовно гнезди: 
- Водомар (лат. Alcedo atthis) врста птице из породице водомара (лат. Alcedinidae) и реда модроврана (лат. Coraciiformes). Насељава велики део Евроазије и крајњи север Африке. У Кладском језерцету је могуће видети водомара (Alcedo attbis), птицу која лови малу рибу, а може се наћи и спрудник пијукавац (Tringa ochropus), птица  селица из реда шљукарица. Име рода Tringa потиче од старогрчке речи trungas, која означава птицу која гази по блату и мрда репом горе-доле, док је реч ochropus састављена од двеју речи: okhros (смеђ, мрк) и pous (стопало). Насељава влажна станишта севера Евроазије. Храни се малим бескичмењацима које проналази у муљу.

### Алгеицијанобактерије
Захваљујући специфичним условима, тресетне мочваре насељавале су не само типичне биљке, животиње и, наравно, алге . Међутим, флора алги на узвисинама Кладског тресетишта у целини није превише богата врстама.
У подручју тресетних базена преовлађују зелене алге (рода Chlorophyta), велика парафилетска група алги, које поседују хлоропласте настале примарном ендосимбиозом и у њима хлорофиле a и b. Група зелених алги обухвата око 6.000 врста, које могу бити једноћелијске, колонијалне или вишећелијске; на монадоидном, кокоидном, трихалном или хетеротрихалном ступњу организације; житељи воде или копна. 
- Алге и цијанобактерије тресетишта
- Зелене алге
- Протозоа Еуглена
- Криптофити

У планктонима на барама доминирају родови протозоа Euglena (лепо око) и  Trachelomonas,  понекад се појављују  криптофити (родCryptomonas).
У седименту дна живе лепоте и дијатомеји, док је генерички најсиромашнија група на тресетима у Кладском су модрозелене бактерије (цијанобактерије). Пронађена је само једна врста Chroococcus turgidus .

## Заштита парка
Природно подмлађивање слоја дрвећа
Национални резерват природе Кладско тресетиште проглашен је за парк природе 1933. године, а њиме управља Управа за заштићени пејзаж Славковске шуме.
Ово подрудчје је заштићено због тресета (барског) са типичном флором. Предмет заштите су:
- природне шумске заједнице формиране углавном од заједница тресета и муљем преплављених смрека и борова;
- природна подручја без шума формирана углавном од заједница отворених горја и прелазних тресетишта;
- популације ретких и угрожених биљних врста, обичног бора, тресета и црног грашка, укључујући њихова станишта.

У јануару 2005. године споразумом између Управе за заштиту природе, Управе за заштићени пејзажа Славковске шуме и државног предузећа Леси ЧР, ЛЗ Кладска, створено је подручје без интервенција у делу Тајге, односно одабрани делови шуме препуштени су спонтаном развоју без људске интервенције.
Територија за интервенцију без тајге: препуштање одабраних делова НРП-а спонтаном развоју без људске интервенције
Према плану неге, неопходно је усредсредити се на побољшање водног режима и смањење утицаја дивљачи. У неким деловима Тајге, посебно би била одбачена дренажа; у води и рибњаку потребно је одржавати оптималне услове воде (пуна импрегнација рибњака).
У осталим деловима резервата изграђени су насипи на ободним каналима, што доводи до побољшања стања воде у тресетишту. Против прекомерне концентрације дивљачи у делу Патерак, организован је санитарни лов који је довео до већег застрашивања дивљачи, а сеници који привлаче дивљач такође су уклоњени са северног дела НПР-а.
У скоро свим деловима НПР Кладско тресетиште, осим у Тајги, стабла су подмлађена, а на неким местима и вештачком садњом белог бора увећан је њихов број. Његово подмлађивање је заштићено оградама.
У подручју Лисине, одржавање природног развоја шумских пространстав састојина са од мочварног бора и ширење његове појаве сматра се дугорочним циљем заштите.
У 2012. години припремљен је дугорочни нацрт плана одржавања НПР Кладске тресетиште за период 2013–2023. године.
Резервоар воде
Кладскы рибњак
На територији насеља Кладску у округу Хеб постоје и базени који обављају функцију узгоја рибе. Кладски и Нови рибњак се могу користе за рекреацију.

## Туризам
Национални резерват природе Кладско тресериште потпуно је неприкладан за посете туриста, јер често присуство људи може довести до гажења подлоге, оштећења зељастог слоја и из најмлађег периода подмлађивања. 
- Рибњак у Кладском тресетишту

### Научна стаза Кладско тресетиште
За туристе је у парку, одређена си видно означена стаза којом треба да се крећу туристи  кроз строго заштићено подручје Тајгу - и води око  Кладске баре. Дуга је 1.600 м, започиње на малој удаљености од паркиралишта у Кладском, наставља песковитом стазом до дрвених мостова, традиционалних за тресетне мочваре ијако популарних код деце. Цела стаза је равна, на 8 информативних паноа посетилац може да се упозна са свим што се односи на локални пејзаж и карактеристике тресета. Стаза је изграђена 1977. године.
- Научна стаза Кладско тресетиште